# Halldór Kristján Friðriksson
Pour les articles homonymes, voir Friðriksson.
Halldór Kristján Friðriksson, né le 19 novembre 1819 à Staður í Grunnavík (is) et mort le 23 mars 1902 à Reykjavík, est un professeur et homme politique islandais.

## Biographie
Professeur de sciences naturelles et de latin à Reykjavík de 1848 à 1895, membre du Parlement, il est surtout connu pour apparaître comme personnage dans le chapitre IX du roman de Jules Verne Voyage au centre de la Terre lorsque le professeur Lidenbrock le rencontre.

## Publications
On lui doit plusieurs études :
- 1846 : Islandsk læsebog
- 1847 : Sagan af Birni Hítdoelakappa
- 1848 : Sagan af Þórði Hreðu
- 1850 : Bandamanna saga
- 1854 : Stafrófskver handa börnum
- 1859 : Íslenzkar rjettritunarreglur
- 1861 : Íslenzk málmyndalýsíng, Gefin út af hinu Islenzka bókmentafèlagi
- 1864 : Skýring hinna almennu málfraeðislegu hugmynda
- 1901 : Donsk Malfroaedi